# Rezoluce Rady bezpečnosti OSN č. 5
Rezoluce Rady bezpečnosti OSN č. 5 byla přijata na zasedání 8. května 1946. Rada bezpečnosti OSN v ní odložila rozhodnutí o sovětských jednotkách v Íránu do doby, než íránská vláda projedná tuto otázku se Sovětským svazem a předloží OSN zprávu o všech informacích ohledně sovětských jednotek v jejich zemi.
Rezoluce byla schválena 10 hlasy, zástupce Sovětského svazu byl nepřítomen.